# PGC 3910
LEDA/PGC 3910 , auch UGC 678, ist eine spiralförmige Radiogalaxie vom Hubble-Typ Sd im Sternbild Fische auf der Ekliptik. Sie ist schätzungsweise 250 Millionen Lichtjahre von der Milchstraße entfernt und hat einen Durchmesser von etwa 150.000 Lichtjahren. Vom Sonnensystem aus entfernt sich das Objekt mit einer errechneten Radialgeschwindigkeit von näherungsweise 5.500 Kilometern pro Sekunde.
Im selben Himmelsareal befinden sich unter anderem die Galaxien IC 74, PGC 1245883, PGC 1251075, PGC 3092248.